# Karbonaudit
A karbonaudit során szervezetek, rendszerint vállalatok üvegházhatású gáz kibocsátásait tárják fel. A folyamat során feltérképezik az energiafogyasztásból, hulladékgazdálkodásból és különböző egyéb tevékenységekből adódó közvetlen és közvetett karbonkibocsátásokat. A karbonaudit része a karbonlábnyom-számítás is. A karbonkibocsátások megfelelő feltérképezésével láthatóvá válnak a beavatkozási területek, ahol a megfelelő lépéseket megtéve csökkenthető a szervezet környezeti terhelése, ami általában költségcsökkenést is eredményez a vállalat számára.